# Microlicia giulietiana
Microlicia giulietiana är en tvåhjärtbladig växtart som beskrevs av Angela Borges Martins och Frank Almeda. Microlicia giulietiana ingår i släktet Microlicia och familjen Melastomataceae. Inga underarter finns listade i Catalogue of Life.